# Procyon Peaks
Procyon Peaks är en bergstopp i Antarktis. Den ligger i Västantarktis. Argentina, Chile och Storbritannien gör anspråk på området. Toppen på Procyon Peaks är 1 203 meter över havet.
Terrängen runt Procyon Peaks är huvudsakligen platt, men åt nordost är den kuperad. Trakten är obefolkad. Det finns inga samhällen i närheten.